# Spirit of the Night: Live in Cambridge 2009
Spirit of the Night: Live in Cambridge 2009 es un álbum en vivo de la banda británica de rock progresivo Asia y fue publicado en 2010 por Frontiers Records.
Este álbum en directo fue grabado el 9 de agosto de 2009 en un concierto que formó parte de la gira promocional del álbum Phoenix en el Cambridge Rock Festival, en Cambridge, Inglaterra.
Spirit of the Night: Live in Cambridge 2009 fue lanzado en varios formatos: en digipak, disco compacto más DVD y en DVD, todos en la misma fecha.  La edición de digipak contiene el tema extra «Midnight Sun», el cual se grabó en la ciudad de Detroit, Míchigan, Estados Unidos el 6 de julio de 2007.
La edición especial en formato DVD incluye la canción «The Court of the Crimson King
» en vivo desde el Tower Theatre de Filadelfia, Estados Unidos, en donde aparece como músico invitado el exintegrante de King Crimson Ian McDonald.

## Lista de canciones

### Formato de digipak
| Side one |                              |                                            |          |  |
| N.º      | Título                       | Escritor(es)                               | Duración |  |
| 1.       | «Only Time Will Tell»        | John Wetton / Geoff Downes                 | 4:54     |  |
| 2.       | «Time Again»                 | Wetton / Downes / Carl Palmer / Steve Howe | 5:38     |  |
| 3.       | «An Extraordinary Man»       | Wetton / Downes                            | 5:17     |  |
| 4.       | «My Own Time»                | Wetton / Downes                            | 6:14     |  |
| 5.       | «Open Your Eyes»             | Wetton / Downes                            | 7:05     |  |
| 6.       | «Fanfare for the Common Man» | Aaron Copland                              | 9:08     |  |
| 7.       | «Here Comes the Feeling»     | Wetton / Downes                            | 6:03     |  |
| 8.       | «Never Again»                | Wetton / Downes                            | 5:07     |  |
| 9.       | «The Heat Goes On»           | Wetton / Downes                            | 5:23     |  |
| 10.      | «Sole Survivor»              | Wetton / Downes                            | 6:19     |  |
| 11.      | «Don't Cry»                  | Wetton / Downes                            | 4:28     |  |
| 12.      | «Heat of the Moment»         | Wetton / Downes                            | 6:56     |  |

#### Canción extra
| Side one |                |                 |          |  |
| N.º      | Título         | Escritor(es)    | Duración |  |
| 13.      | «Midnight Sun» | Wetton / Downes | 4:47     |  |

### Formato de disco compacto + DVD

#### Disco compacto
| Side one |        |              |          |  |
| N.º      | Título | Escritor(es) | Duración |  |

#### DVD
| Side one |                          |          |  |
| N.º      | Título                   | Duración |  |
| 1.       | «Only Time Will Tell»    |          |  |
| 2.       | «Time Again»             |          |  |
| 3.       | «An Extraordinary Man»   |          |  |
| 4.       | «My Own Time»            |          |  |
| 5.       | «Open Your Eyes»         |          |  |
| 6.       | «Here Comes the Feeling» |          |  |
| 7.       | «Never Again»            |          |  |
| 8.       | «The Heat Goes On»       |          |  |
| 9.       | «Sole Survivor»          |          |  |
| 10.      | «Don't Cry»              |          |  |
| 11.      | «Heat of the Moment»     |          |  |

### Formato de DVD
| Side one |                          |          |  |
| N.º      | Título                   | Duración |  |
| 1.       | «Only Time Will Tell»    |          |  |
| 2.       | «Time Again»             |          |  |
| 3.       | «An Extraordinary Man»   |          |  |
| 4.       | «My Own Time»            |          |  |
| 5.       | «Open Your Eyes»         |          |  |
| 6.       | «Here Comes the Feeling» |          |  |
| 7.       | «Never Again»            |          |  |
| 8.       | «The Heat Goes On»       |          |  |
| 9.       | «Sole Survivor»          |          |  |
| 10.      | «Don't Cry»              |          |  |
| 11.      | «Heat of the Moment»     |          |  |

#### Edición especial
| Side one |                                                    |          |  |
| N.º      | Título                                             | Duración |  |
| 12.      | «The Court of the Crimson King» (con Ian McDonald) |          |  |

## Créditos

### Asia
- John Wetton — voz principal, bajo y guitarra acústica
- Geoff Downes — teclados y coros
- Carl Palmer — batería
- Steve Howe — guitarra eléctrica y coros

### Músico invitado
- Ian McDonald — flauta

### Personal técnico
- Mike Paxman — productor
- Steve Rispin — grabación
- Secondwave — masterización
- Mike Evans — mezclador
- Roger Dean — diseñador del logo de portada